# Thiên hoàng Ninmyō
Thiên hoàng Ninmyō (仁明天皇 (Nhân Minh Thiên hoàng) Ninmyō-tennō, 27 tháng 9 năm 808 – 6 tháng 5 năm 850) là Thiên hoàng thứ 54 theo danh sách kế thừa truyền thống Nhật Bản. Triều Ninmyō của kéo dài từ 833 đến 850.

## Thiếu thời
Ông tên thật là hoàng tử Masara, con trai thứ hai của Saga và Hoàng hậu Tachibana no Kachiko. Năm 823, ông được Thiên hoàng Saga phong làm Thái tử. Ông lên ngôi sau khi người chú là Thiên hoàng Junna thoái vị, đến khi băng hà thì ông mới có miếu hiệu là Ninmyō.
Ông có 9 hoàng hậu và nhiều phu nhân, thê thiếp. Thiên hoàng có 24 người con trai và con gái

## Lên ngôi
Ngày 22 tháng 3 năm 833 (niên hiệu Tenchō 10, ngày thứ 28 của tháng 2 âm lịch), Thiên hoàng Junna thoái vị và người cháu của ông - hoàng tử Masara, lên ngôi Thiên hoàng Nhật Bản. Từ năm 833 các thương thuyền từ Nhật Bản đều sang Thanh Hải trấn (Cheonghaejin) thuộc Tân La (đời vua Tân La Hưng Đức Vương) buôn bán với Đại sứ Trương Bảo Cao - người đã mở ra mạng lưới mậu dịch trên biển giữa nhà Đường (đời vua Đường Văn Tông), Tân La (đời vua Tân La Hưng Đức Vương) và Nhật Bản.
Vua Bột Hải Trang Tông của vương quốc Bột Hải tiến hành các hoạt động thương mại với Nhật Bản.
Năm 838 - 839, Thiên hoàng cử nhiều phái đoàn ngoại giao sang Trung Quốc để củng cố quan hệ với nước này. Đặc biệt trong năm 838, nhà sư Ennin đi cùng với phái đoàn ngoại giao của Fujiwara no Tsunetsugu từ Nhật Bản đến Thanh Hải trấn (Cheonghaejin) thuộc Tân La (đời vua Tân La Hi Khang Vương) thì dừng chân để thuê tàu Tân La sang nhà Đường nhằm tìm kiếm kinh điển Phật giáo. Nguyên do là vì họ biết tàu Tân La của Trương Bảo Cao ở Thanh Hải trấn thời đó có chất lượng tốt hơn so với các tàu được sản xuất tại Nhật Bản. Tại đây nhà sư Ennin đã viết lại nhiều thông tin về Thanh Hải và Trương Bảo Cao trong Nhật ký Nittō Guhō Junrei Kōki (入唐求法巡礼行記) của ông. Sau đó nhà sư Ennin cùng Fujiwara no Tsunetsugu rời Thanh Hải đến nhà Đường (đời vua Đường Văn Tông).
Năm 842, ngay sau khi các cựu Thiên hoàng như Junna, Saga vừa qua đời ít lâu, quyền thần Fujiwara no Yoshifusa liên kết với các hoàng thân triều đình (có sự thông đồng của Thiên hoàng đang trị vì Ninmyō), làm chính biến lật đổ phe cánh của hoàng thái tử Tsunesada do cựu hoàng đế Nhật Bản đề cử, đưa cháu trai mình là Hoàng tử Michiyasu lên làm Thái tử. Sử cũ gọi là "chính biến Yowa" (Yowa là niên hiệu của Ninmyō, sử dụng từ tháng 1 năm 834 đến tháng 7 năm 838). Nó cũng chấm dứt 30 năm thống trị yên ổn của hoàng triều Nhật Bản do Kanmu tạo dựng, Saga duy trì nó) và mở đầu thời gia tộc Fujiwara lũng đoạn chính trường Nhật Bản về sau. Riêng hoàng thái tử Tsunesada về sau thì bỏ đi tu tại chùa Daikaku-ji. Khi được các phe phái yêu cầu lên ngôi sau khi phế bỏ Thiên hoàng Yōzei năm 884, ông từ chối. Cựu thái tử Nhật Bản viên tịch ngày 12 tháng 10 năm 884 tại ngôi chùa.
Năm 846, ở Thanh Hải trấn (Cheonghaejin) thuộc Tân La (đời vua Tân La Văn Thánh Vương), Đại sứ Trương Bảo Cao bị Yeom Jang ám sát. Quân triều đình Tân La tấn công Thanh Hải trấn thất bại nên phong cho Yeom Jang làm Đại sứ Thanh Hải trấn để tiếp tục giao thương với nhà Đường (đời vua Đường Tuyên Tông) và Nhật Bản. Nhiều tướng lĩnh và thương nhân, dân chúng ở Thanh Hải di cư sang Nhật Bản sinh sống.
Vì đàn áp Phật giáo của vua Đường Vũ Tông, nhà sư Ennin của Nhật Bản (đời Thiên hoàng Ninmyō) đã sang nhà Đường từ năm 838 (đời vua Đường Văn Tông) thì nay bị trục xuất khỏi nhà Đường. Năm 847 nhà sư Ennin (người Nhật Bản) từ nhà Đường (đời vua Đường Tuyên Tông) trở về Thanh Hải trấn (Cheonghaejin) thuộc Tân La (đời vua Tân La Văn Thánh Vương) bằng tàu Tân La (tàu tốt hơn tàu Nhật Bản lúc đó) được thuê từ Trương Bảo Cao vào 9 năm trước. Lúc này Thanh Hải không còn phồn vinh như thời còn Trương Bảo Cao nữa. Nhà sư Ennin sau đó rời Thanh Hải về Nhật Bản (đời Thiên hoàng Ninmyō) sau chuyến đi nhà Đường 9 năm của ông.
Cuối đời mình, Thiên hoàng đề cử con trai thứ ba là hoàng tử Tokiyatsu làm Thái tử, cuối cùng sẽ lên ngôi năm 884 hiệu là Thiên hoàng Kōkō.
Ngày 6 tháng 5 năm 850, Thiên hoàng Ninmyō băng hà hưởng dương 41 tuổi. Sau đó, con trai cả của Thiên hoàng là Hoàng thái tử Michiyasu lên ngôi, hiệu là Thiên hoàng Montoku.

### Niên hiệu(nengō)
- Tenchō (824-834)
- Jowa (834-848)
- Kashō (848-851)

### Các Công Khanh (Kugyō)
- Tả đại thần, Fujiwara no Otsugu (藤原緒嗣[liên kết hỏng]), 773-843.
- Tả đại thần, Minamoto no Tokiwa (源常[liên kết hỏng]), 812-854.
- Hữu đại thần, Kiyohara no Natsuno (清原夏野[liên kết hỏng]), 782-837.
- Hữu đại thần, Fujiwara no Mimori (藤原三守[liên kết hỏng]), mất năm 840.
- Hữu đại thần, Minamoto no Tokiwa (源常)
- Hữu đại thần, Tachibana no Ujikimi (橘氏公[liên kết hỏng]), 783-847.
- Hữu đại thần, Fujiwara no Yoshifusa (藤原良房[liên kết hỏng]), 804-872.
- Hữu đại thần, Fujiwara no Otsugu, 825-832
- Nội đại thần (không chỉ định)
- Đại nạp ngôn, Fujiwara no Otsugu,? -825.

## Gia đình
Hoàng hậu (Nyōgo) (Tai-Kōtaigō): Fujiwara no Junshi (藤原順子) (809-871), con gái của Fujiwara no Fuyutsugu (藤原冬嗣)
- Hoàng tử Michiyasu (道康親王) (Thiên hoàng Montoku) (827-858)

Nyōgo: (? - 839) Fujiwara no Takushi hoặc Sawako (藤原沢子), con gái của Fujiwara no Fusatsugu (藤原総継)
- Hoàng tử Muneyasu (宗康親王[liên kết hỏng]) (828-868)
- Hoàng tử Tokiyatsu (時康親王), sau là Thiên hoàng Kōkō (830-887)
- Hoàng tử Saneyasu (人康親王[liên kết hỏng]) (831-872)
- Công chúa Shinshi (新子内親王[liên kết hỏng]) (? -897)

Nyōgo: Fujiwara no Teishi / Sadako (藤原貞子), con gái của Fujiwara no Mimori (藤原三守) (-864?)
- Hoàng tử Nariyasu (成康親王[liên kết hỏng]) (836-853)
- Công chúa Shinshi (親子内親王) (? -851)
- Công chúa Heishi (平子内親王) (? -877)

Nyōgo: Tachibana không Kageko (橘影子), con gái của Tachibana không Ujikimi (橘氏公) (-864?)
Koui: Ki không Taneko (紀種子), con gái của Ki không Natora (紀名虎) (-869?)
- Hoàng tử Tsuneyasu (常 康 親王) (? -869)
- Công chúa Shinshi / Saneko (真子内親王) (? -870)

Koui (lật đổ năm 845): Một con gái của Mikuni tộc, Mikuni-machi (三国町)
Sada không Noboru (貞 登), được đặt tên là gia đình 'Sada' từ Hoàng đế (Shisei Koka, 賜姓 降下) trong 866
Hoàng phi: Shigeno không Tsunako (滋 野 縄 子), con gái của Shigeno không Sadanushi (滋 野 貞 主)
- Hoàng tử Motoyasu (本 康 親王) (? -902)
- Công chúa Tokiko (時子内親王) (? -847), 2nd Saiin ở Kamo Shrine 831-833
- Công chúa Jushi (柔子内親王) (? -869)

Hoàng phi: Fujiwara no Katoko (藤原 賀登子), con gái của Fujiwara no Fukutomaro (藤原 福 当 麻 呂)
- Hoàng tử Kuniyasu (国 康 親王) (? -898)

Hoàng phi: Fujiwara no Warawako (藤原 小 童子), con gái của Fujiwara no Michitō (藤原 道遠)
- Công chúa Shigeko (重 子 内 親王) (? -865)

Hoàng phi: công chúa Takamune (高宗 女王), con gái của Hoàng tử Okaya (岡 屋 王)
- Công chúa Hisako (久子内親王) (? -876), 18 Saiō ở Ise Shrine 833-850. [25]

Hoàng phi (Nyoju): Kudara không Yōkyō (百済永慶), con gái của Kudara không Kyōfuku (百済教復)
- Công chúa Takaiko (高子内親王) (? -866), Thứ 3 Saiin ở Kamo Shrine 833-850

Hoàng phi: Một con gái của Yamaguchi tộc (山口 氏 の 娘)
Minamoto no Satoru (源 覚) (849-879)
- Minamoto no Masaru (源多) (831-888), hữu đại thần 882-888
- Minamoto no Suzushi (源冷) (835-890), Sangi 882-890
- Minamoto no Hikaru (源光) (846-913), hữu đại thần 901-913
- Minamoto no Itaru (源効)